# Sulcus calcarinus

Sulcus calcarinus, markerad som "calcarine sulcus".

Sulcus calcarinus är en fåra som löper occipitalt, den går från den mediala ytan av cortex anteriort fram till dess att till den når samma nivå som  s. corporis callosi. Namnet kommer från latinets "calcar" som betyder "sporre" (se hälbenet, calcaneus).
Sulcus calcarinus utgör gräns för primära syncortex, dvs. området hjärnan som tar emot och bearbetar synintryck. Olika delar av detta område korresponderar med olika delar av synfältet.